# Saint-Vincent-sur-Jabron

Saint-Paul-sur-Ubaye este o comună în departamentul Alpes-de-Haute-Provence din sud-estul Franței. În 1 ianuarie 2022 avea o populație de 168 de locuitori.